# Costa Mesa
Costa Mesa est une ville située dans le comté d'Orange près de Los Angeles en Californie. La population de la municipalité était de 109 960 habitants en 2010. Depuis son incorporation en 1953, la ville est passée d'une communauté fermière de 16 840 habitants à une ville de banlieue  de classe moyenne à l'économie basée sur le commerce et l'industrie légère.

## Histoire
Des membres des Tongvas et des nations Juaneño/Luiseño habitaient depuis longtemps la région. Après l'expédition de Gaspar de Portolà en 1769, une expédition espagnole organisée par le Père Junípero Serra nomma la zone Vallejo de Santa Ana (Vallée de Sainte Anne). Le 1er novembre 1776, la Mission San Juan Capistrano devint la première colonie européenne permanente en Haute-Californie (Nouvelle-Espagne).
En 1801, l'Empire espagnol céda 62 500 acres à Jose Antonio Yorba, qu'il nomma Rancho San Antonio. Le ranch de Yora incluait les terres où les villes d'Olive, d'Orange, de Villa Park, de Santa Ana, de Tustin, de Costa Mesa et de Newport Beach se trouvent aujourd'hui.
Après la guerre américano-mexicaine, la Californie devint une partie des États-Unis et des colons américains arrivèrent dans la région et formèrent la ville de Fairview durant les années 1880 près de l'actuelle intersection de l’Harbor Boulevard et de l’Adams Avenue. En 1889, une inondation coupa les chemins de fer desservant la communauté.
Au sud, pendant ce temps, la communauté d'Harper se développa sur un côté du Santa Ana and Newport Railroad, nommé d'après un propriétaire de ranch local. Cette ville a prospéré grâce à ses marchandises agricoles. Le 11 mai 1920, la ville d'Harper changea son nom en Costa Mesa, qui signifie "mesa côtier" en espagnol.
La population de Costa Mesa a augmenté durant et après la Seconde Guerre mondiale, puisque les soldats qui étaient entraînés à la Santa Ana Army Air Base retournèrent, après la guerre, dans leurs familles qui habitaient les environs. Au cours de trois décennies d'incorporation, la population de la ville a presque quintuplé.

## Géographie

### Localisation
Costa Mesa se trouve à 59 km (37 miles) au sud-est de Los Angeles, à 141,7 km (88 miles) au nord de San Diego et à 684,3 km (425 miles) au sud de San Francisco, Costa Mesa occupe une surface de 41,4 km2 (16 square miles) et sa bordure sud se trouve à 1,6 km (soit 1 mile) de l'océan Pacifique. 
D'après le Bureau du recensement des États-Unis, la ville a une surface totale de 40,6 km2, dont 40,5 km2 sont des terres et 0,2 km2 soit 0,38 % de sa surface est de l'eau.

### Climat
Costa Mesa a un climat méditerranéen (Classification de Köppen Csb).
| Mois                              | jan. | fév. | mars | avril | mai  | juin | jui. | août | sep. | oct. | nov. | déc. | année |
| --------------------------------- | ---- | ---- | ---- | ----- | ---- | ---- | ---- | ---- | ---- | ---- | ---- | ---- | ----- |
| Température minimale moyenne (°C) | 8,9  | 10   | 10,6 | 12,2  | 13,9 | 15,6 | 17,2 | 17,8 | 17,2 | 15   | 11,1 | 8,9  | 13,3  |
| Température maximale moyenne (°C) | 18   | 18   | 18   | 19    | 26   | 28   | 29   | 32   | 30   | 30   | 20   | 18   | 23,8  |
| Précipitations (mm)               | 66   | 64,5 | 57,2 | 17,8  | 4,6  | 2    | 0,5  | 2,3  | 7,6  | 7,1  | 25,9 | 40,4 | 295,9 |

### Urbanisme

#### Voies de communication et transports
Costa Mesa est desservie par plusieurs lignes de bus de l'Orange County Transportation Authority (OCTA), mais la plupart du transport se fait par voitures. Deux autoroutes s'y terminent, la California State Highway 73 et la California State Highway 55 (aussi connue sous le nom de Costa Mesa Freeway). La San Diego Freeway, Interstate 405, traverse aussi la ville.

### Démographie
| Groupe            | Costa Mesa | Californie | États-Unis |
| ----------------- | ---------- | ---------- | ---------- |
| Blancs            | 68,5       | 57,6       | 72,4       |
| Autres            | 16,4       | 17,0       | 6,2        |
| Asiatiques        | 7,9        | 13,1       | 4,8        |
| Métis             | 4,7        | 4,9        | 2,9        |
| Afro-Américains   | 1,5        | 6,2        | 12,6       |
| Amérindiens       | 0,6        | 1,0        | 0,9        |
| Océaniens         | 0,5        | 0,4        | 0,2        |
| Total             | 100        | 100        | 100        |
|                   |            |            |            |
| Latino-Américains | 35,8       | 37,6       | 16,7       |

Selon l'American Community Survey, pour la période 2011-2015, 61,64 % de la population âgée de plus de 5 ans déclare parler l'anglais à la maison, 28,70 % déclare parler l'espagnol, 1,59 % le vietnamien, 1,22 % le tagalog, 0,91 % le japonais, 0,84 % une langue chinoise, 0,63 % le coréen et 4,49 % une autre langue.
| 1960   | 1970   | 1980   | 1990   | 2000    | 2010    |
| ------ | ------ | ------ | ------ | ------- | ------- |
| 37 550 | 72 660 | 82 562 | 96 357 | 108 724 | 109 960 |

## Enseignement
Whittier Law School : En 1975, le Whittier College déplaça un campus satellite pour les études de droit à Costa Mesa.

## Services des urgences
La protection contre les incendies est apportée par le Costa Mesa Fire Department. Les gardiens de la paix appartiennent au Costa Mesa Police Department.

## Politique et administration
Le Costa Mesa Civic Center de 9,5 acre (38 000 m2) se trouve au 77 Fair Drive. La mairie est un bâtiment de 5 étages ou les fonctions administratives de base de la ville sont dirigées.
Costa Mesa se trouve dans le 46e district congressionnel avec Huntington Beach, Fountain Valley, Seal Beach, Avalon, Rancho Palos Verdes, Rolling Hills, Palos Verdes Estates et Rolling Hills Estates aussi bien qu'avec des portions de Long Beach, Westminster, Santa Ana et San Pedro. Dana Rohrabacher est l'actuel représentante du 46e district.

## Jumelages
- Mitaka (Japon)

## Économie
- Westsail Corp, chantier naval de plaisance qui a produit les Westsail 32 (en), de 1978 à1980 (830 exemplaires), voilier référence dans le monde des voyageurs au long cours. Il a également produit le Westsail 43.
- Hurley, marque américaine de vêtements de surf fondée en 1979, est basée à Costa Mesa.

## Culture et patrimoine

### Personnalités liées à la commune
- Mike Barrowman (1968-), nageur, champion olympique et du monde.
- Jake Gibb, joueur olympique de beach volley[6]
- Misty May-Treanor, double championne olympique (or) en beach volley
- Mike Ness, chanteur et guitariste du groupe Social Distortion y résidait.
- Kyla Ross, gymnaste américaine
- Tiger Woods, golfeur professionnel
- Of Mice and Men, groupe de metalcore